# Lubow Mochnacz
Lubow Wasyliwna Mochnacz, ukr. Любов Василівна Мохнач (ur. 2 czerwca 1997 we wsi Siemakowce, w obwodzie iwanofrankiwskim) – ukraińska piłkarka grająca na pozycji obrońcy w Worskle Połtawa.

## Kariera klubowa
Wychowanka szkoły Sportowej w Horodence. W 2011 rozpoczęła karierę w klubie Oswita-DJuSSz-3 Iwano-Frankiwsk. W końcu kwietnia 2013 przeniosła się do Naftochimika Kałusz. W następnym roku powróciła do klubu z Iwano-Frankiwska. W sierpniu 2014 została zaproszona do charkowskiej drużyny Żytłobud-2. Latem 2021 została zawodniczką donieckiego Szachtara.

## Kariera reprezentacyjna
Występowała w juniorskiej U-17  i U-19 reprezentacjach Ukrainy.

## Sukcesy
Żytłobud-2 Charków
- mistrz Ukrainy (3): 2016, 2017, 2019/20
- wicemistrz Ukrainy (4): 2014, 2017/18, 2018/19, 2020/21
- brązowy medalista mistrzostw Ukrainy (1): 2015
- zdobywca Pucharu Ukrainy (2): 2019/20, 2020/21

Szachtar Donieck
- mistrz Pierwszej ligi Ukrainy (1): 2021/22 (gr.B)